# Monte Massico
A Monte Massico egy hegység Olaszország Campania régiójában, Caserta megyében, a Volturno és Garigliano folyók völgye között, a Gaetai-öböl közelében. A Campaniai-Appenninek része. A hegység területén három község osztozik: Falciano del Massico, Mondragone és Sessa Aurunca. Falciano del Massicót és Sessa Auruncát egy, a hegy alatt áthaladó vasúti alagút köti össze.  